# Роды семейства Молочайные

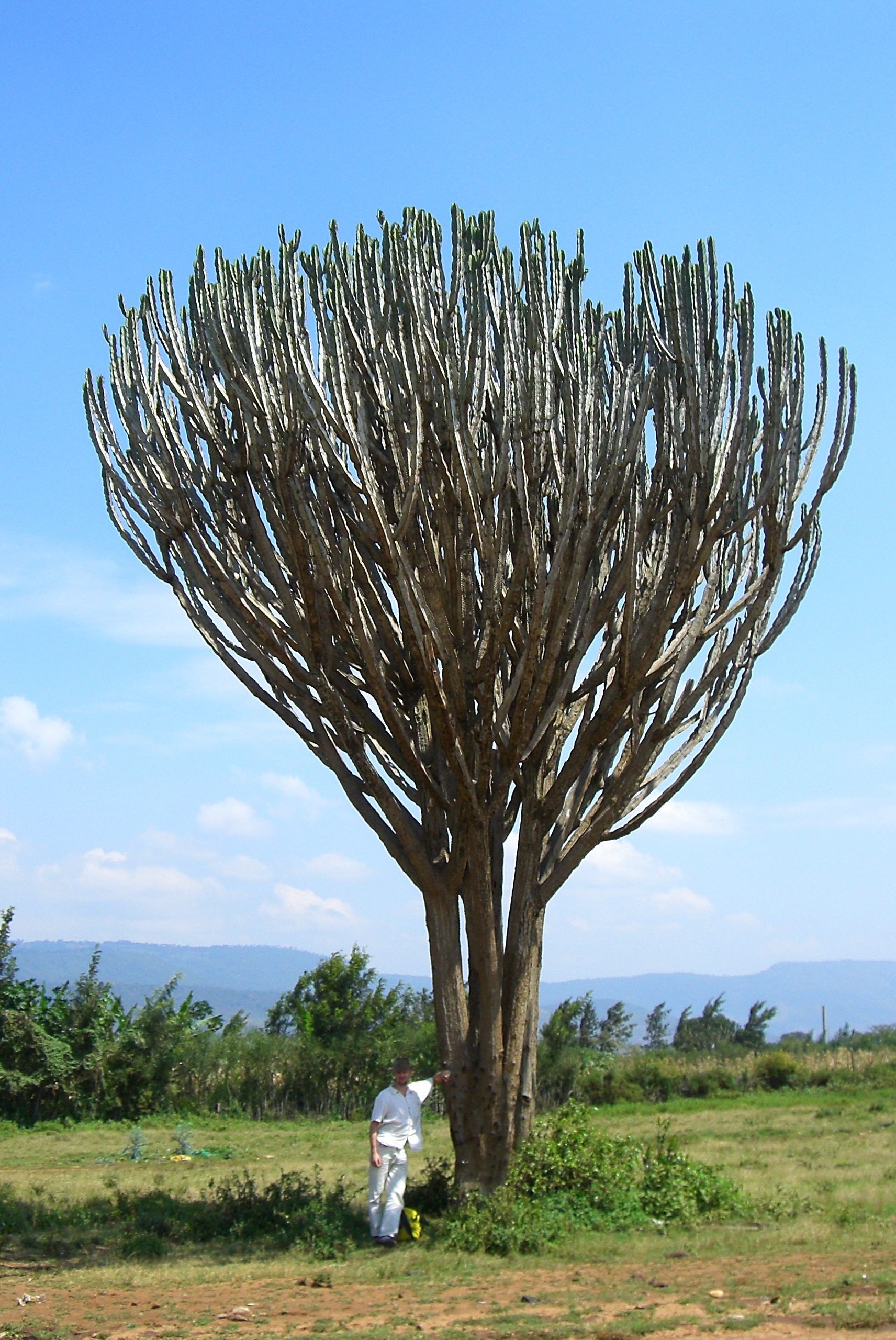
Euphorbia sp. — представитель типового рода семейства

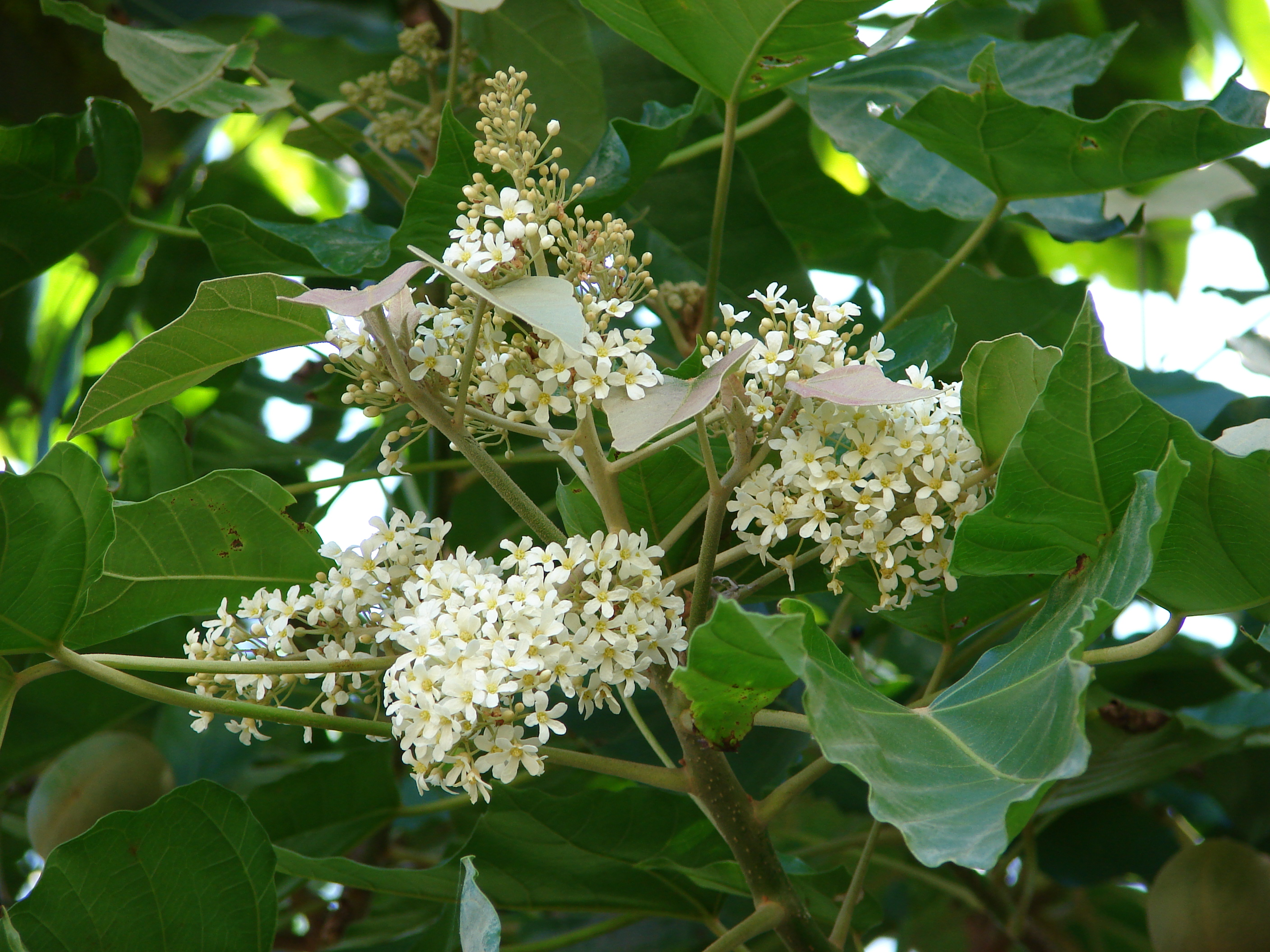
Aleurites moluccana

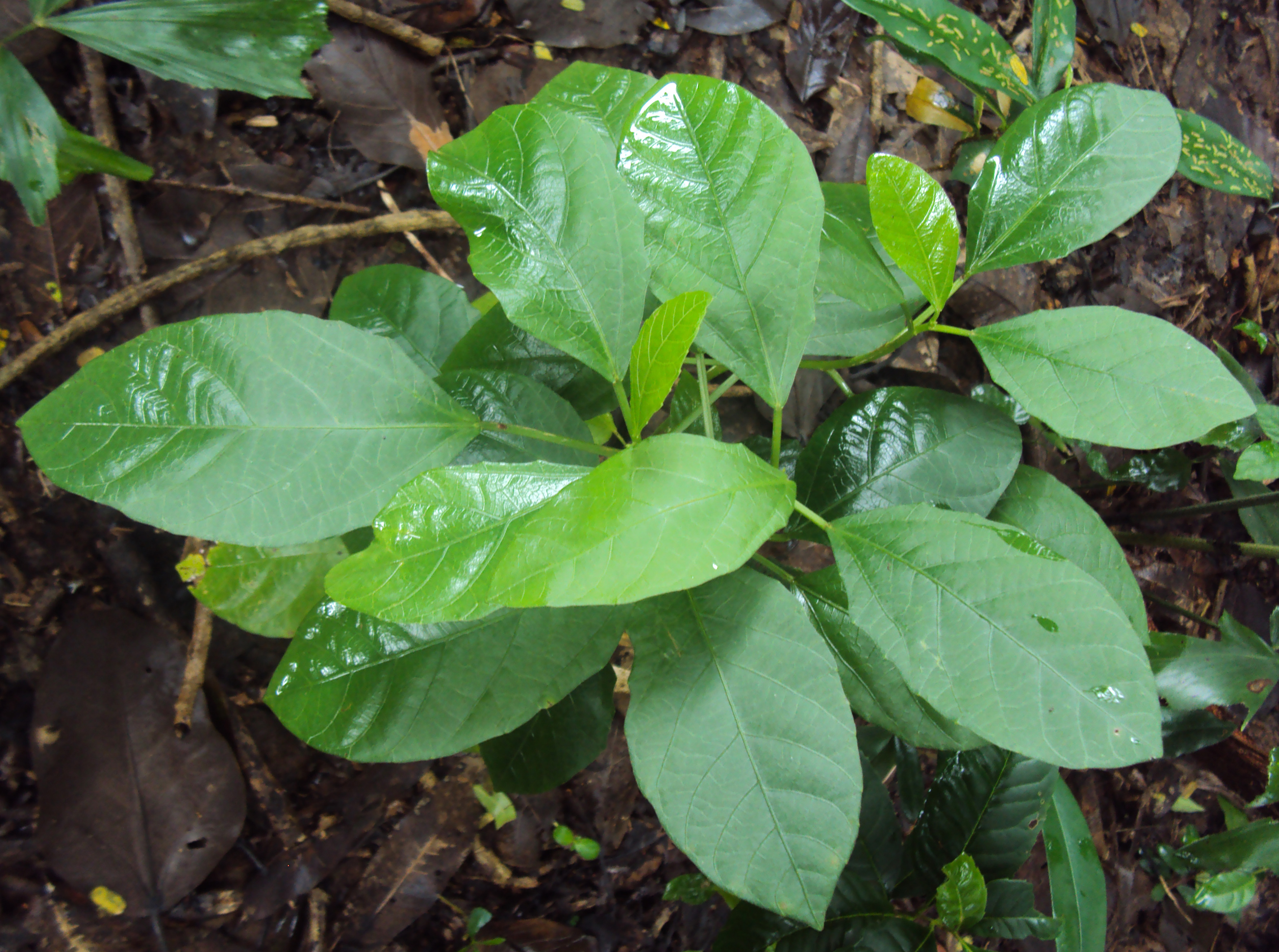
Baliospermum montanum

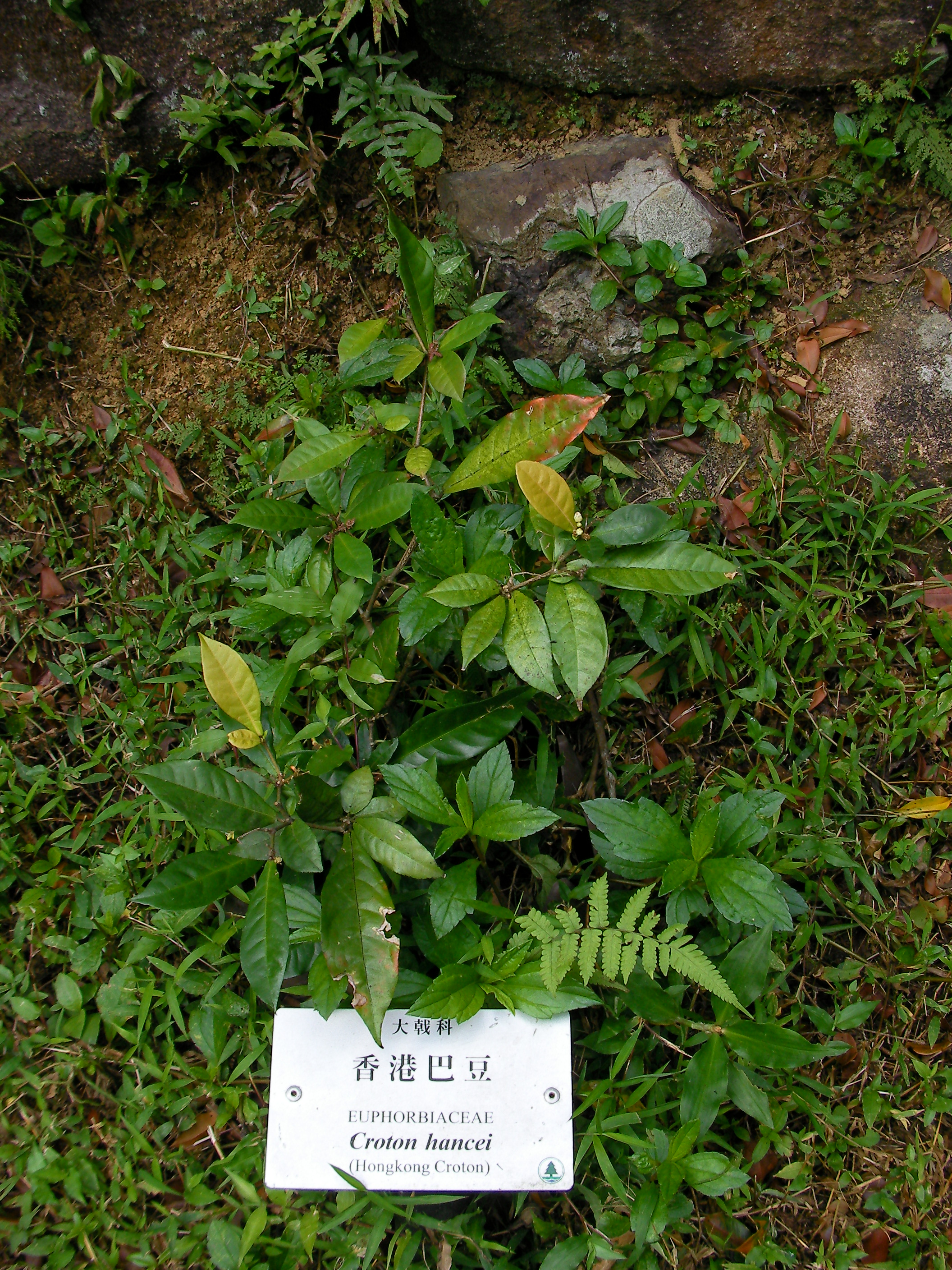
Croton hancei

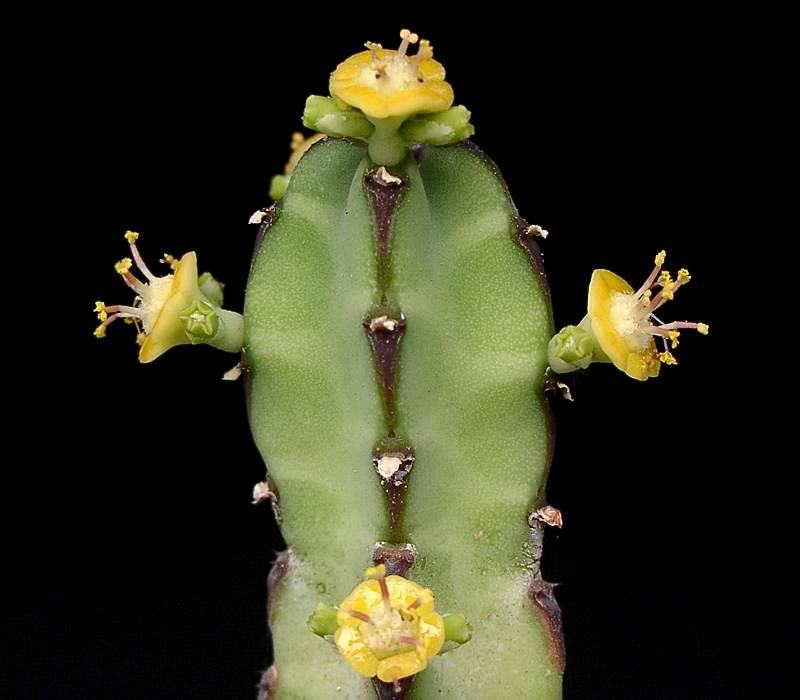
Euphorbia borenensis

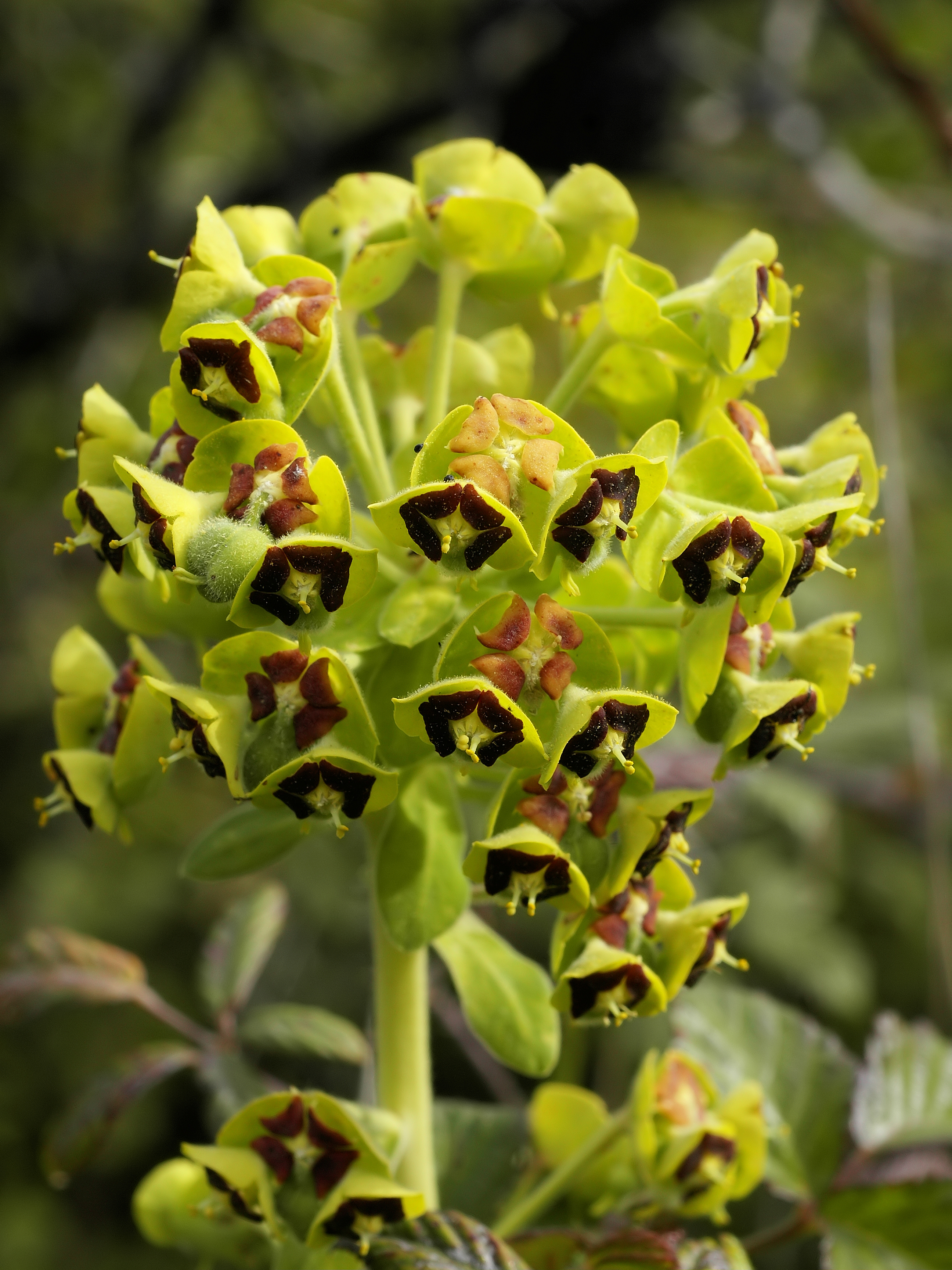
Euphorbia characias

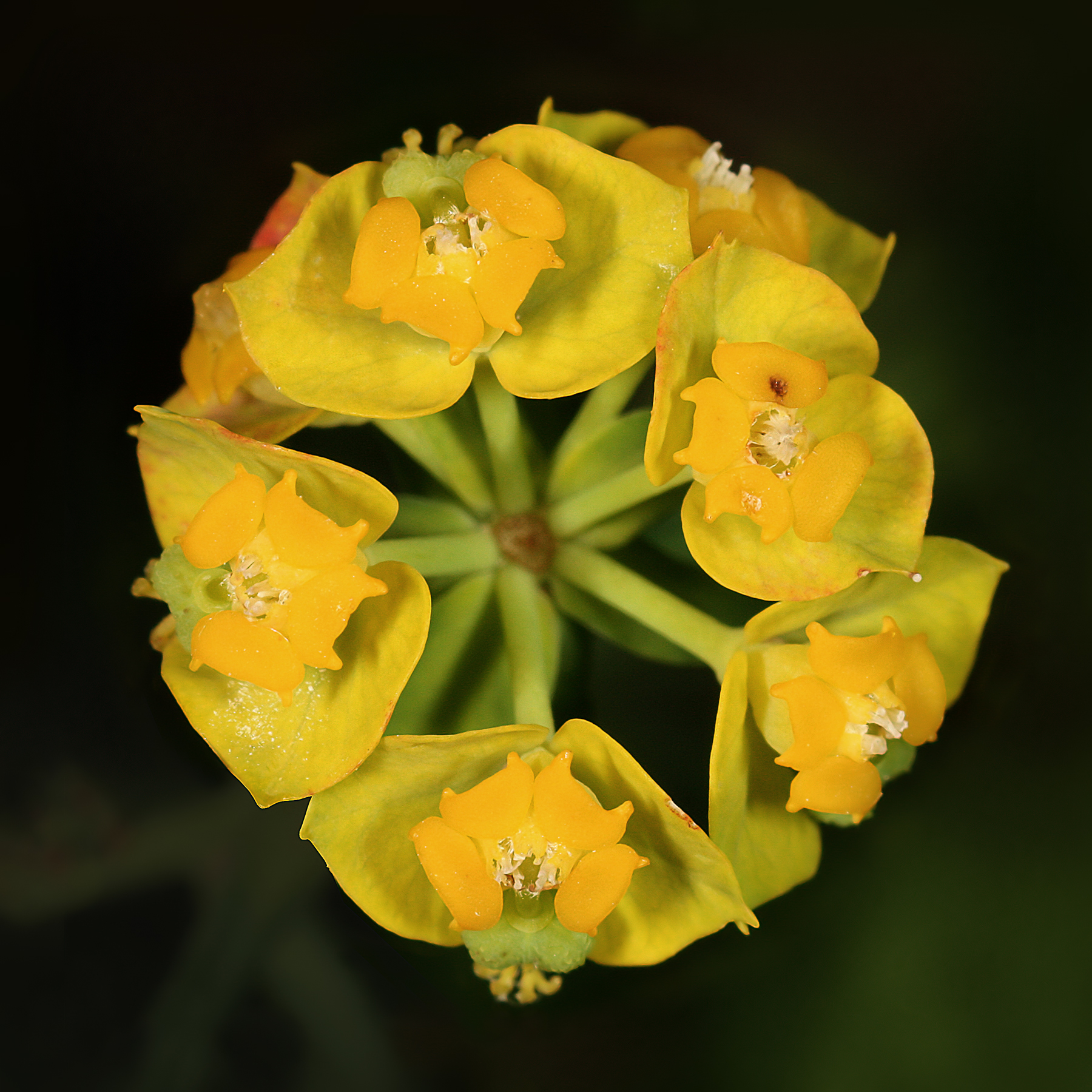
Euphorbia cyparissias

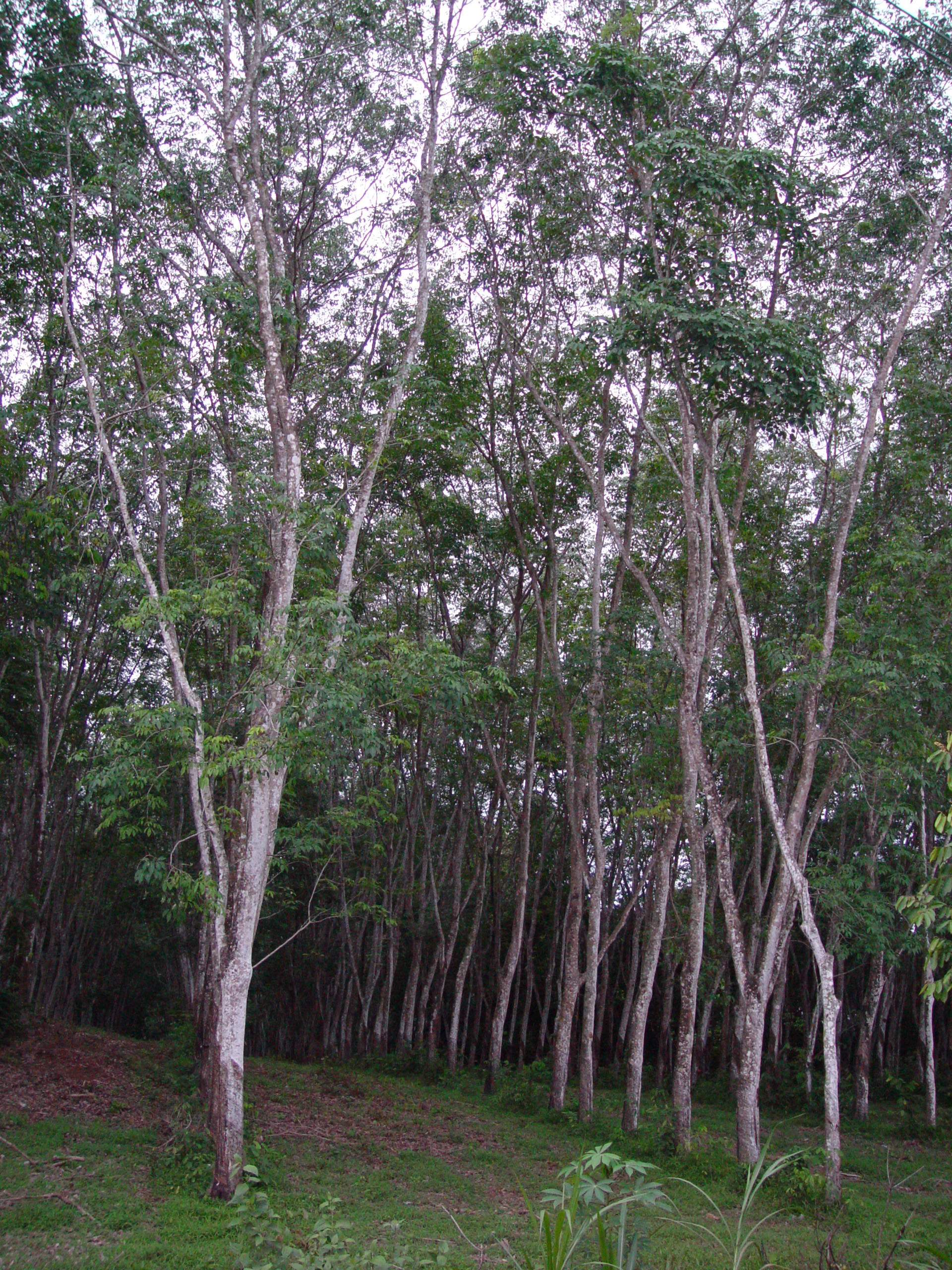
Hevea brasiliensis

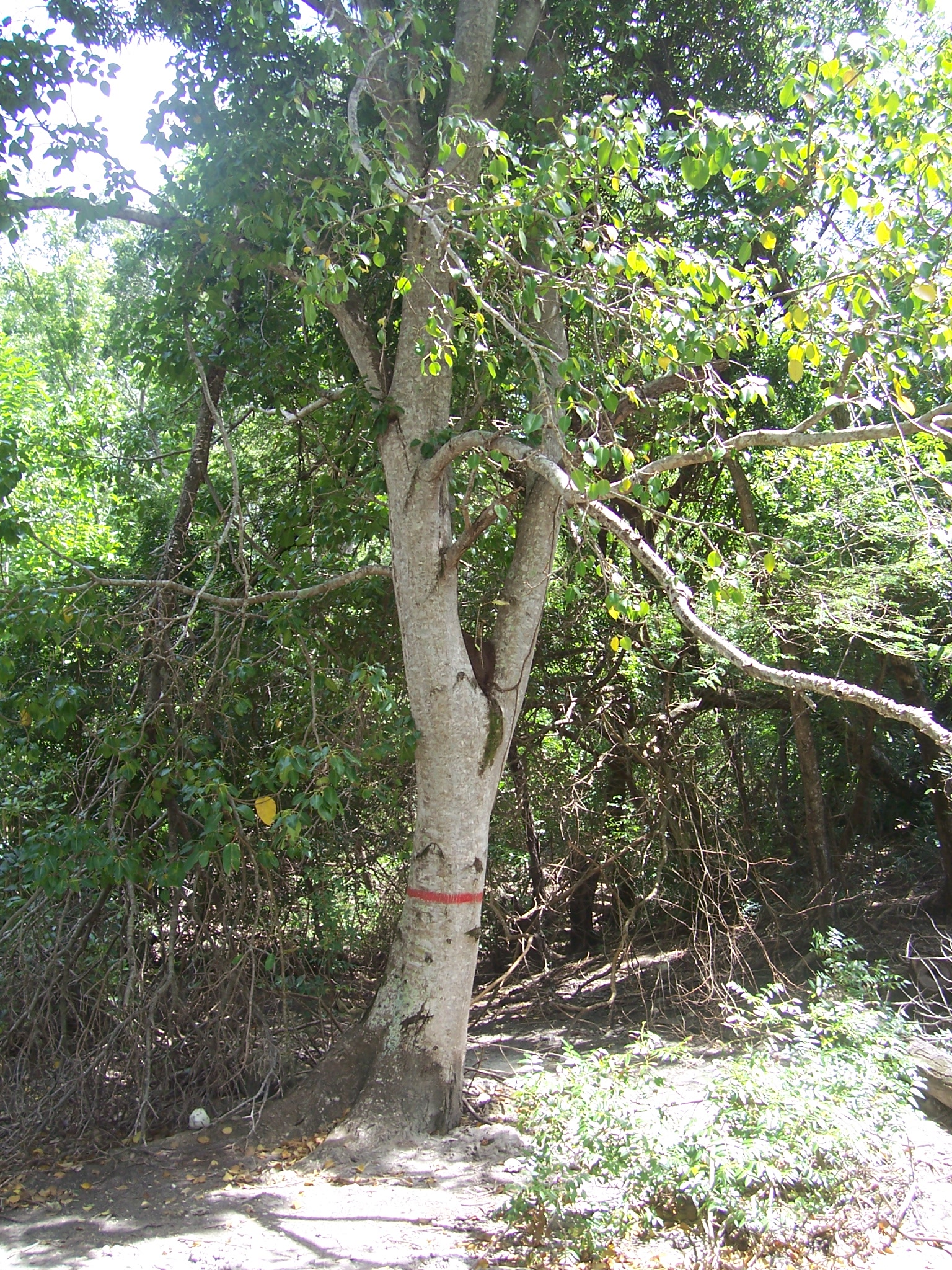
Hippomane mancinella

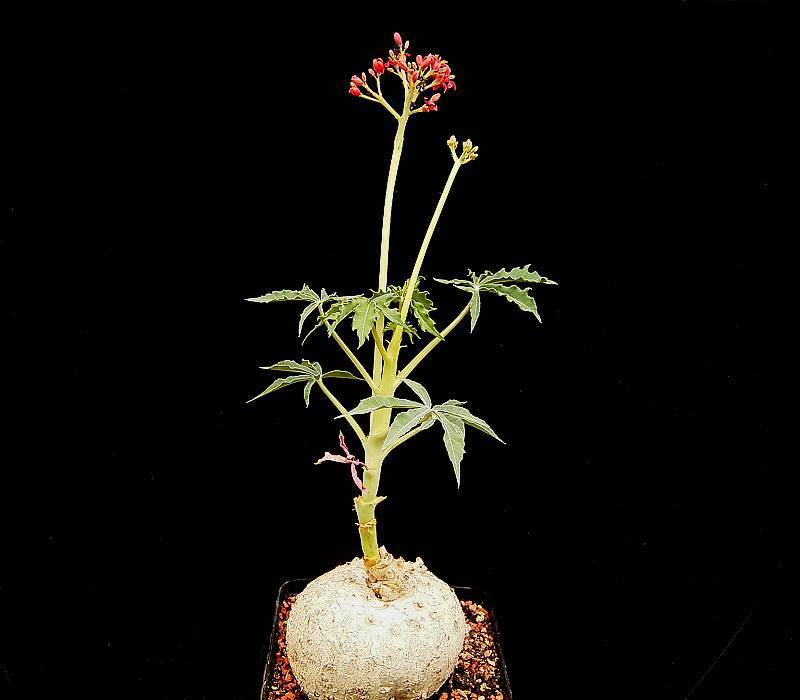
Jatropha cathartica

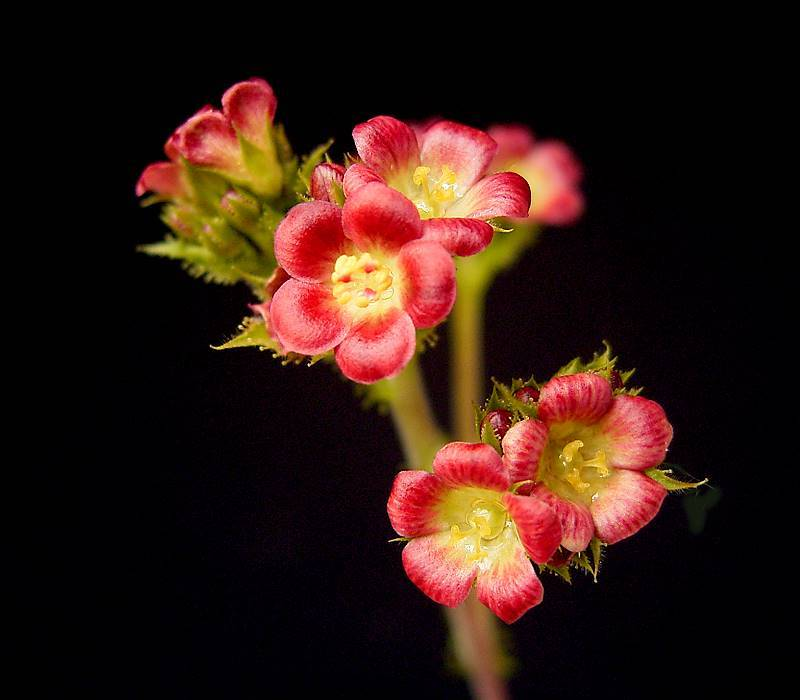
Jatropha gossypiifolia

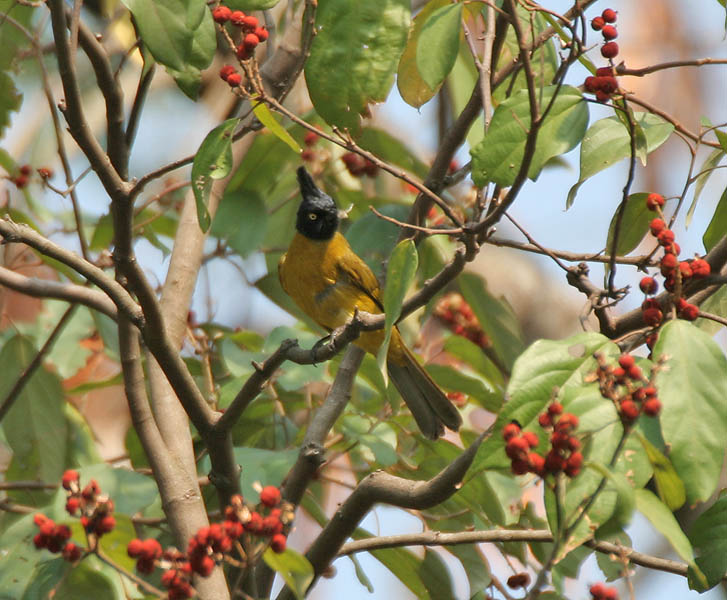
Золотогрудый бюльбюль (Pycnonotus melanicterus) в ветвях Mallotus philippensis

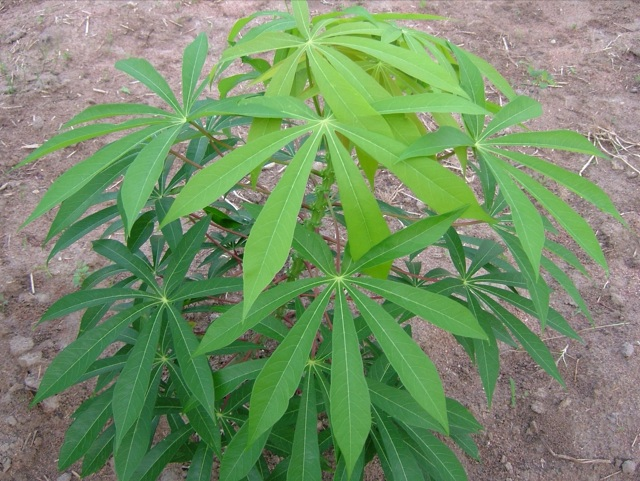
Manihot esculenta

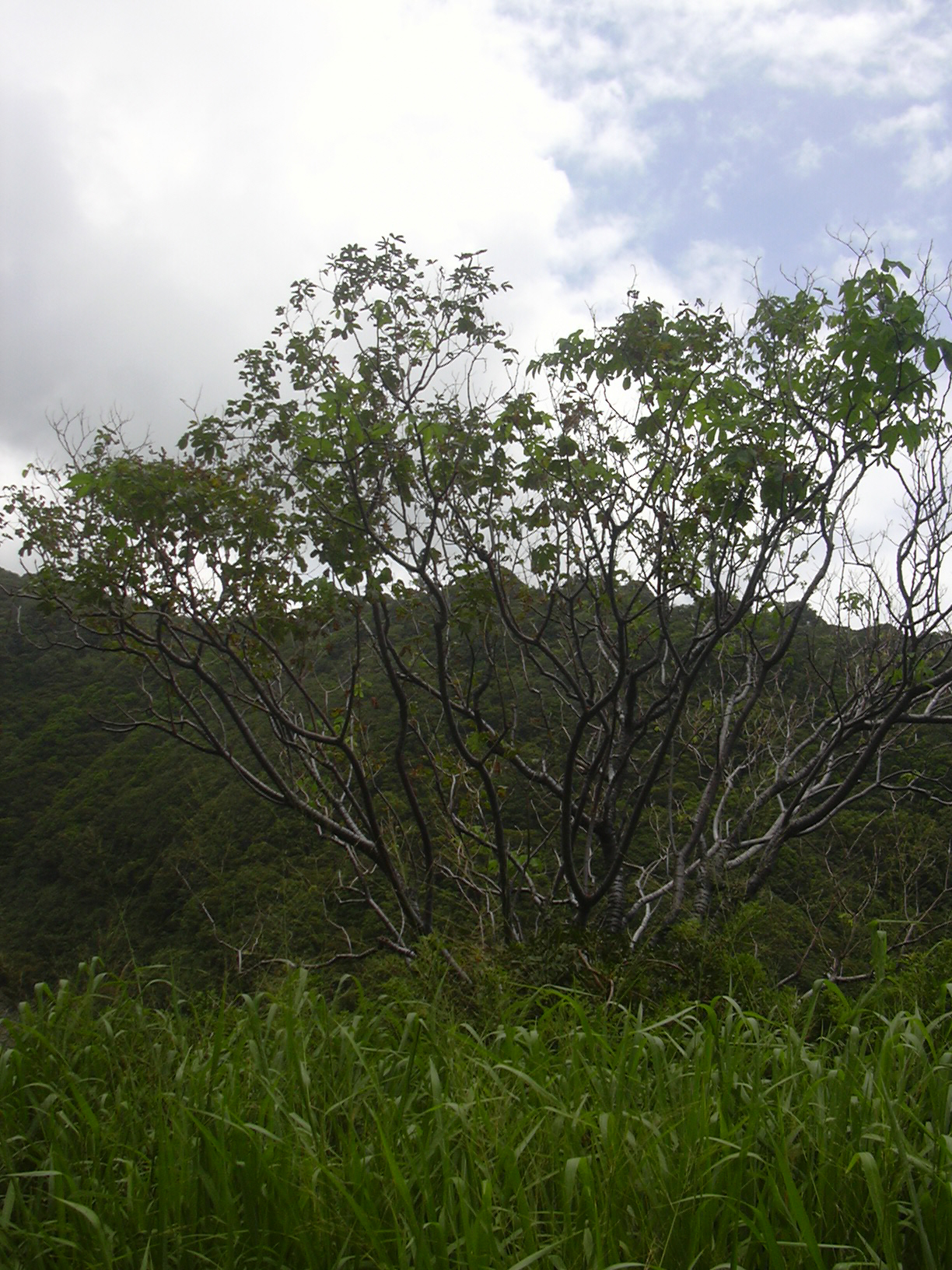
Manihot glaziovii

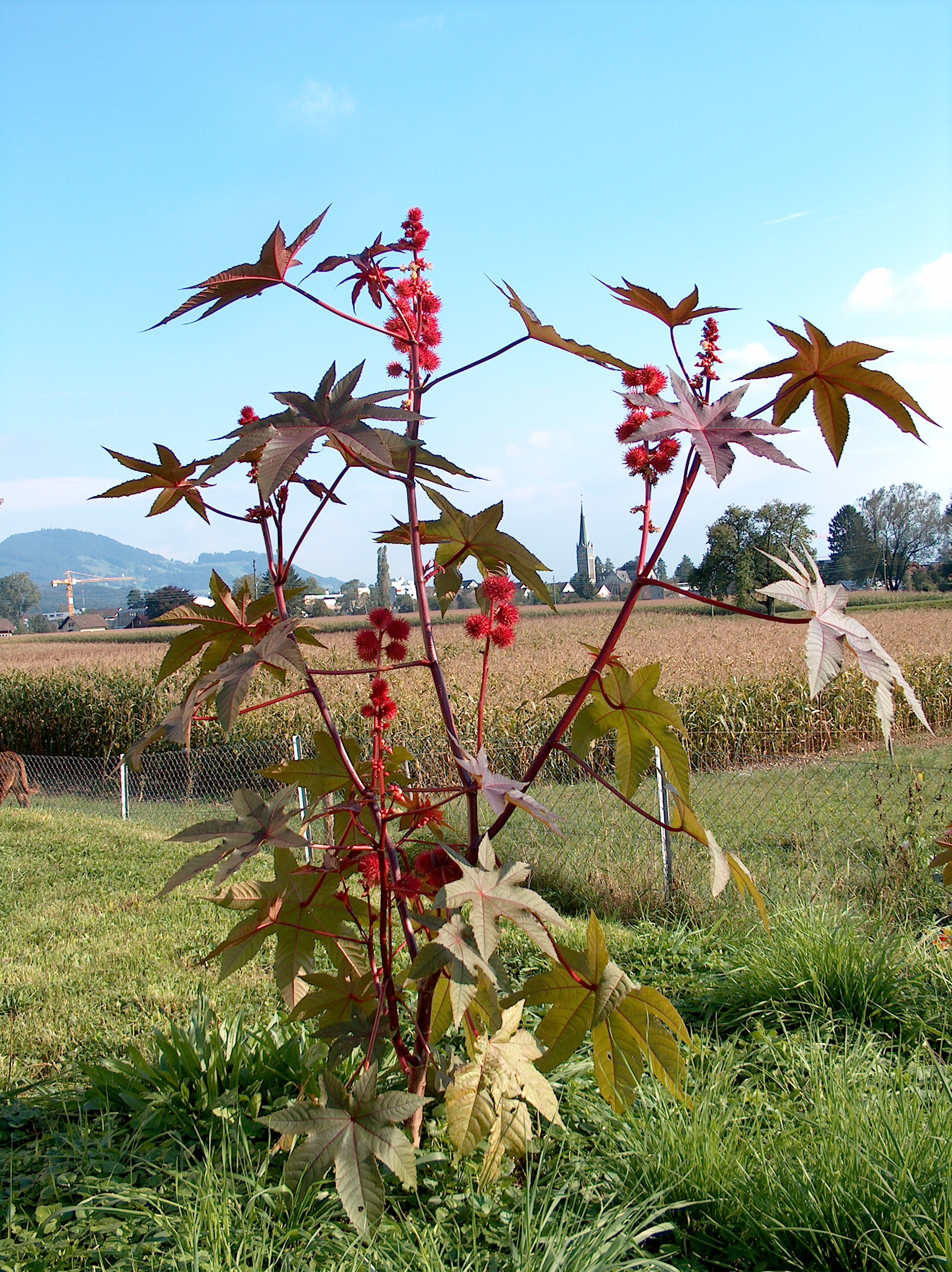
Ricinus communis

Список родов, входящих в семейство Молочайные, или Эуфорбиевые (Euphorbiaceae)
- Список составлен на основе данных Germplasm Resources Information Network (GRIN)[1].
- Синонимика родов в данном списке не приводится.

## A
- Acalypha L. — Акалифа. Около 400 видов вечнозелёных кустарников и полукустарников из тёплых регионов всего света, некоторые виды выращиваются как декоративные растения.
- Acidocroton Griseb.
- Acidoton Sw. Иглонос
- Actinostemon Mart. ex Klotzsch
- Adelia L.
- Adenochlaena Boivin ex Baill.
- Adenocline Turcz.
- Adenopeltis Bertero ex A.Juss.
- Adenophaedra (Müll.Arg.) Müll.Arg.
- Adriana Gaudich. — Адриана. Два вида кустарников из Австралии.
- Afrotrewia Pax & K.Hoffm.
- Agrostistachys Dalzell
- Alchornea Sw.
- Alchorneopsis Müll.Arg.
- Aleurites J.R.Forst. & G.Forst. — Тунг, или Масляное дерево. Вечнозелёные и полувечнозелёные кустарники и деревья из Юго-Восточной Азии, Австралии и Океании. Тунговое масло из плодов некоторых видов — традиционное ламповое масло в странах Азии.
- Algernonia Baill.
- Alphandia Baill.
- Amperea A.Juss.
- Amyrea Leandri
- Angostylis Benth.
- Annesijoa Pax & K.Hoffm.
- Anomalocalyx Ducke
- Anomostachys (Baill.) Hurus.
- Anthostema A.Juss.
- Aparisthmium Endl.
- Argomuellera Pax
- Argythamnia P.Browne
- Astrococcus Benth.
- Aubletiana J.Murillo
- Avellanita Phil.

## B
- Balakata Esser — Балаката. Род из двух видов, распространённых на юге и юге-востоке Азии, а также на Новой Гвинее. Деревья высотой почти до 40 м, реже кустарники
- Baliospermum Blume — Балиоспермум. Небольшой род, представители которого распространены от Индии до Малайзии. Кустарники, полукустарники и многолетние травы. Наиболее известный вид — Baliospermum solanifolium (Burm.) Suresh — Балиоспермум паслёнолистный [syn.  Baliospermum montanum (Willd.) Müll.Arg. — Балиоспермум горный]: широко используемое лекарственное растение
- Baloghia Endl.
- Benoistia H.Perrier & Leandri
- Bernardia Mill.
- Bertya Planch.
- Beyeria Miq.
- Blachia Baill.
- Blumeodendron (Müll.Arg.) Kurz
- Bocquillonia Baill.
- Bonania A.Rich.
- Borneodendron Airy Shaw
- Bossera Leandri
- Botryophora Hook.f.
- Brasiliocroton P.E.Berry & Cordeiro

## C
- Caelebogyne J.Sm.
- Calycopeplus Planch.
- Caperonia A.St.-Hil.
- Caryodendron H.Karst.
- Cavacoa J.Léonard
- Cephalocroton Hochst.
- Cephalocrotonopsis Pax
- Cephalomappa Baill.
- Chaetocarpus Thwaites. По информации базы данных The Plant List (версия 1.1., 2013), род относится к семейству Peraceae
- Chamaesyce Gray
- Cheilosa Blume
- Chiropetalum A.Juss.
- Chlamydojatropha Pax & K.Hoffm.
- Chondrostylis Boerl.
- Chrozophora A.Juss. — Хрозофора. Около 10 видов растений из Евразии и Африки. Наиболее известный вид — Хрозофора красильная, или лакмусовая трава (Chrozophora tinctoria).
- Cladogelonium Leandri
- Cladogynos Zipp. ex Span.
- Claoxylon A.Juss.
- Claoxylopsis Leandri
- Cleidiocarpon Airy Shaw
- Cleidion Blume
- Clonostylis S.Moore
- Clutia L. По информации базы данных The Plant List (версия 1.1., 2013), род относится к семейству Peraceae
- Cnesmone Blume
- Cnidoscolus Pohl[2] (англ. en:Cnidoscolus)
- Cocconerion Baill.
- Codiaeum A.Juss. — Кодиеум. Около 15 видов вечнозелёных кустарников и небольших деревьев из Азии и Океании. Кодиеум пёстрый (Codiaeum variegatum) — популярное комнатное растение.
- Colliguaja Molina
- Conceveiba Aubl.
- Conosapium Müll.Arg.
- Cordemoya Baill.
- Croton L. — Кротон. 1200 видов трав, кустарников и деревьев из тропических и субтропических регионов всего света.
- Crotonogyne Müll.Arg.
- Crotonogynopsis Pax
- Cubanthus (Boiss.) Millsp.
- Cunuria Baill.
- Cyrtogonone Prain
- Cyttaranthus J.Léonard

## D
- Dalechampia L.
- Dalembertia Baill.
- Dendrocousinsia Millsp.
- Dendrothrix Esser
- Deutzianthus Gagnep.
- Dichostemma Pierre
- Dimorphocalyx Thwaites
- Discoclaoxylon (Müll.Arg.) Pax & K.Hoffm.
- Discocleidion (Müll.Arg.) Pax & K.Hoffm.
- Discoglypremna Prain
- Ditaxis Vahl ex A.Juss.
- Ditrysinia Raf.
- Ditta Griseb.
- Dodecastigma Ducke
- Domohinea Leandri
- Doryxylon Zoll.
- Droceloncia J.Léonard
- Duvigneaudia J.Léonard
- Dysopsis Baill.

## E
- Elaeophorbia Stapf
- Elateriospermum Blume
- Endadenium L.C.Leach
- Endospermum Benth.
- Enriquebeltrania Rzed.
- Epiprinus Griff.
- Erismanthus Wall. ex Müll.Arg.
- Erythrococca Benth.
- Euphorbia L. — Молочай, или Эуфорбия. Более 2000 видов трав и кустарников (изредка деревьев), распространённых по всему свету, но большей частью в регионах с тёплым и жарким климатом.
- Excoecaria L. — Эксцекария. Около 40 видов растений из тропиков Азии и Австралии. Наиболее известный вид — Агаллоховое дерево, или Эксцекария агаллоха (Excoecaria agallocha), ядовитое мангровое дерево, древесина которого используется в медицине, строительстве и парфюмерии.

## F
- Falconeria Royle
- Fontainea Heckel

## G
- Garcia Rohr
- Gavarretia Baill.
- Givotia Griff.
- Glycydendron Ducke
- Grimmeodendron Urb.
- Grossera Pax
- Gymnanthes Sw. — Голоцветник, или Гимнантес

## H
- Haematostemon (Müll.Arg.) Pax & K.Hoffm.
- Hamilcoa Prain
- Hevea Aubl. — Гевея. 9 видов деревьев из тропической Америки. Наиболее известный вид — Гевея бразильская (Hevea brasiliensis) — основной источник натурального каучука.
- Hippomane L. Три вида деревьев из Центральной и Южной Америки. Наиболее известный вид — Манцинелловое дерево (Hippomane mancinella): одно из самых ядовитых растений на планете.
- Homalanthus A.Juss.
- Homonoia Lour.
- Hura L. — Хура. Два вида древесных растений из Америки. Особенностью растений этого рода является то, что созревшие плоды раскрываются со взрывом, выбрасывая семена со скоростью до 70 м/сек
- Hylandia Airy Shaw

## J
- Jatropha L. — Ятрофа. Около 175 видов кустарников и деревьев из Центральной Америки.
- Joannesia Vell.

## K
- Klaineanthus Pierre ex Prain
- Koilodepas Hassk.

## L
- Lasiococca Hook.f.
- Lasiocroton Griseb.
- Leeuwenbergia Letouzey & N.Hallé
- Leidesia Müll.Arg.
- Leucocroton Griseb.
- Lobanilia Radcl.-Sm.
- Loerzingia Airy Shaw

## M
- Mabea Aubl.
- Macaranga Thouars — Макаранга[3]
- Mallotus Lour. — Маллотус. Около 140 видов из Азии, Австралии и Океании; два вида также распространены в Африке.
- Manihot Mill. — Маниок, или Маниот. Около 100 видов кустарников из Южной Америки. Некоторые виды — важные сельскохозяйственные растения.
- Manniophyton Müll.Arg.
- Maprounea Aubl.
- Mareya Baill.
- Mareyopsis Pax & K.Hoffm.
- Megistostigma Hook.f.
- Melanolepis Rchb. ex Zoll.
- Mercurialis L. — Пролесник. Невысокие травы, не имеющие, в отличие от большинства молочайных, млечного сока. Около 10 видов из Средиземноморья, а также умеренных и субтропических областей Евразии.
- Micrandra Benth. Помимо названия Micrandra Benth. (1854) имеется название Micrandra R.Br. (1844), которое входит в синонимику рода Hevea Aubl.[4]
- Micrandropsis W.A.Rodrigues
- Micrococca Benth.
- Microstachys A.Juss.
- Mildbraedia Pax
- Moacroton Croizat
- Monadenium Pax
- Monotaxis Brongn.
- Moultonianthus Merr.
- Myladenia Airy Shaw
- Myricanthe Airy Shaw

## N
- Nealchornea Huber
- Necepsia Prain
- Neoboutonia Müll.Arg.
- Neoguillauminia Croizat
- Neoholstia Rauschert
- Neoscortechinia Pax
- Neoshirakia Esser

## O
- Oligoceras Gagnep.
- Omphalea L.
- Ophellantha Standl.
- Ophthalmoblapton Allemão
- Orfilea Baill.
- Ostodes Blume

## P
- Pachystroma Müll.Arg.
- Pachystylidium Pax & K.Hoffm.
- Pantadenia Gagnep.
- Paracroton Miq.
- Paranecepsia Radcl.-Sm.
- Parapantadenia Capuron
- Pausandra Radlk.
- Pedilanthus Neck. ex Poit.
- Pera Mutis. По информации базы данных The Plant List (версия 1.1., 2013), род относится к семейству Peraceae
- Philyra Klotzsch
- Pimelodendron Hassk.
- Plagiostyles Pierre
- Platygyna P.Mercier
- Pleradenophora Esser
- Plukenetia L.
- Podadenia Thwaites
- Pogonophora Miers ex Benth. По информации базы данных The Plant List (версия 1.1., 2013), род относится к семейству Peraceae
- Polyandra Leal
- Pseudagrostistachys Pax & K.Hoffm.
- Pseudosenefeldera Esser
- Ptychopyxis Miq.
- Pycnocoma Benth.

## R
- Radcliffea P.Hoffm. & K.J.Wurdack
- Reutealis Airy Shaw
- Rhodothyrsus Esser
- Ricinocarpos Desf.
- Ricinodendron Müll.Arg.
- Ricinus L. — Клещевина. Монотипный род вечнозелёных кустарников. Клещевина, предположительно, происходит из Африки; натурализовалась по всему свету.
- Rockinghamia Airy Shaw
- Romanoa Trevis.

## S
- Sagotia Baill.
- Sampantaea Airy Shaw
- Sandwithia Lanj.
- Sapium Jacq.
- Schinziophyton Hutch. ex Radcl.-Sm. — монотипный род. Единственный вид, Монгонго (Schinziophyton rautanenii), растёт в засушливых районах Южной Африки; его плоды и семена являются важными продуктами питания для коренного населения пустыни Калахари.
- Sclerocroton Hochst.
- Sebastiania Spreng.
- Seidelia Baill.
- Senefeldera Mart.
- Senefelderopsis Steyerm.
- Shirakiopsis Esser
- Spathiostemon Blume
- Spegazziniophytum Esser
- Speranskia Baill.
- Sphaerostylis Baill.
- Sphyranthera Hook.f.
- Spirostachys Sond.
- Stillingia Garden ex L.
- Strophioblachia Boerl.
- Sumbaviopsis J.J.Sm.
- Suregada Roxb. ex Rottler
- Symphyllia Baill.
- Synadenium Boiss. — Синадениум. Около 20 видов вечнозелёных кустарников и небольших деревьев из тропической и субтропической Африки.
- Syndyophyllum Lauterb. & K.Schum.

## T
- Tannodia Baill.
- Tapoides Airy Shaw
- Tetraplandra Baill.
- Tetrorchidium Poepp.
- Thyrsanthera Pierre ex Gagnep.
- Tragia L.
- Tragiella Pax & K.Hoffm.
- Triadica Lour.
- Trigonopleura Hook.f. По информации базы данных The Plant List (версия 1.1., 2013), род относится к семейству Peraceae
- Trigonostemon Blume

## V
- Vaupesia R.E.Schult.
- Vernicia Lour. — Верниция. Небольшой род листопадных деревьев из Китая и Индокитая, ранее включавшийся в род Тунг (Aleurites).

## W
- Wetria Baill. Два вида из Австралии, Новой Гвинеи и Юго-Восточной Азии.

|                       |  |  |
| Euphorbia pulcherrima |  |  |

| A B C D E F G H I J K L M N O P Q R S T U V W X Y Z |